# Municipio de Wells (Ohio)
El municipio de Wells (en inglés: Wells Township) es un municipio ubicado en el condado de Jefferson en el estado estadounidense de Ohio. En el año 2010 tenía una población de 2835 habitantes y una densidad poblacional de 40,31 personas por km².

## Geografía
El municipio de Wells se encuentra ubicado en las coordenadas 40°16′19″N 80°42′15″O / 40.27194, -80.70417. Según la Oficina del Censo de los Estados Unidos, el municipio tiene una superficie total de 70.33 km², de la cual 69,43 km² corresponden a tierra firme y (1,27 %) 0,89 km² es agua.

## Demografía
Según el censo de 2010, había 2835 personas residiendo en el municipio de Wells. La densidad de población era de 40,31 hab./km². De los 2835 habitantes, el municipio de Wells estaba compuesto por el 98,45 % blancos, el 0,25 % eran afroamericanos, el 0,14 % eran amerindios, el 0,04 % eran de otras razas y el 1,13 % eran de una mezcla de razas. Del total de la población el 0,46 % eran hispanos o latinos de cualquier raza.